# 西蒂·艾夏·阿利亚斯
西蒂·艾夏·宾蒂·哈吉·阿利亚斯（1966年3月25日—）是马来西亚极地海洋学家及讲师、副教授，现任马来亚大学国家南极研究中心（NARC），南极研究项目（MARP）任副主任她的主要研究方向包括海洋和极地微生物和真菌的生理学。

## 早年生平及学历
阿利亚斯生于1966年3月25日，马来西亚。她在1981自1983年间就读于Tunku Ampuan Durah中学，于1991年在马来亚大学，马来西亚获得生态学学士学位， 并于1996年在樸茨茅斯大學获海洋真菌学博士学位。此后她返回马来西亚在马来亚大学生物科学研究院任讲师并启动海洋真菌研究项目，开始展开对极地真菌多样性和酶学的研究。她于2015年调职马来亚大学海洋与地球科学研究院（IOES）。

## 学术成就及影响
自2001以来Alias任职马来亚大学国家南极研究中心（NARC），南极研究项目（MARP）副主任。她的主要职位还包括南极研究科学委员会（SCAR）马来西亚国家代表，亚洲极地科学论坛（AFOPS）委员及马来西亚科学院马来西亚南极项目课题组成员。
作为MARP主要研究员，她的研究领域涵盖真菌生物多样性及系统发生生物地理学，抗菌活性及冷适应酶和南极微生物生物化学。她与包括厄瓜多尔、澳大利亚、智利、波兰及英国在内的多国研究机构建立了重要的国际合作，倾其全力发展马来西亚国家南极研究团体和巩固马来西亚在SCAR和南极条约体系中的地位。她也凭借丰富的南北极野外考察经验参与到多次极地科考中（2000-2010）.。
近来在马来西亚高等教育部南极科学及政策发展项目经费（2011-2016）支持下马来西亚加入南极条约体系，Alias 也在其中协助发展马来西亚南极政策和实践。她将在马来亚大学海洋与地球科学研究院（IOES）领导一项关于“不同纬度微生物对大气变化响应和适应的差别“的高等教育机构重点科研项目。

## 获奖及荣誉
Siti Aisyah Alias 获有马来西亚科学技术及环境部国家青年科学家奖(2001), 东丽科学基金科学技术经费 (2005)，联合国教育、科学及文化组织（UNESCO）联合国大学（日本东京）奖学金 (2008)。